# Theodor Schwann

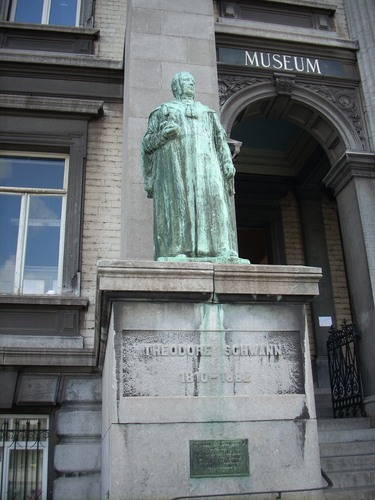
Theodor Schwann (estátua em bronze à entrada do Instituto de Zoologia da Universidade de Liège, Liège.

Theodor Schwann (Neuss, 7 de dezembro de 1810 — Colónia, 11 de janeiro de 1882) foi um médico e fisiologista alemão. Considerado o fundador da moderna histologia, foi também co-proponente, com Matthias Schleiden, da teoria celular. A sua contribuição mais significativa para a biologia foi a extensão da teoria celular aos animais. Outras contribuições incluem a descoberta de células de Schwann no sistema nervoso periférico dos humanos, a descoberta e estudo da pepsina, a descoberta da natureza organísmica das leveduras, e a invenção do termo metabolismo.

## Biografia
Theodor Schwann nasceu a 7 de dezembro de 1810, em Neuss, filho de Leonard Schwann e Elisabeth Rottels. O pai era ourives, enveredando mais tarde pela profissão de impressor.
Theodor Schwann estudou no Dreikönigsgymnasium (estabelecimento liceal também conhecido por Tricoronatum ou Escola dos Três Reis), um colégio jesuíta da cidade de Köln (Colónia). Em resultado, Schwann foi um devoto católico romano, o que marcaria a sua carreira profissional e académica. Naquela escola, o seu intrutor religioso, o padre e novelista Wilhelm Smets, enfatizava a individualidade da alma humana e a importância do livre arbítrio.:643
Terminados os estudos secundários, em 1829, Schwann mstriculou-se na Universidade de Bonn num currículo preparatório para o estudo da Medicina. Naquela Universidade recebeu o grau de bacharel em Filosofia em 1831. Durante a sua estadia em Bonn, Schwann conheceu o fisiologista Johannes Peter Müller, com quem trabalhou.
Müller, que influenciou profundamente a carreira de Schwann, é considerado como o fundador da Medicina científica de base fisiologica na Alemanha, especialmente com a publicação, em 1837-1849, da sua obra intitulada Handbuch der Physiologie des Menschen für Vorlesungen (Manual de fisiologia humana para ensino).:387 O manual foi traduzido para o inglês como Elements of Physiology em 1837-1843 e tornou-se o principal manual de ensino da fisiologia humana ao longo do resto do século XIX.
Em 1831, Schwann transferiu-se para a Universidade de Würzburg para completar a sua formação clínica em Medicina. Em 1833, matriculou-se na Universidade Humboldt de Berlim, onde então o seu antigo professor Johannes Peter Müller era já o Professor de Anatomia e Fisiologia. Schwann obteve o grau de Doutor em Medicina (M.D.) na Universidade de Berlim em 1834. Para tal realizou o seu trabalho de dissertação em 1833–1834, tendo Müller como seu orientador. A tese de Schwann envolveu um estudo cuidadoso da necessidade de oxigénio durante o desenvolvimento embrionário da galinha. Para o realizar, projetou e construiu um aparelho que lhe permitia bombear os gases oxigénio e hidrogénio para fora da câmara de incubação em momentos específicos. Isso permitiu estabelecer o período crítico em que os ovos precisavam de oxigénio.:60
Schwann passou no exame estadual para praticar Medicina no verão de 1834, mas optou por continuar a trabalhar com Müller, dedicando-se à investigação em vez de praticar Medicina. Pôde dar-se ao luxo de se dedicar a tempo inteiro à investigação científica, pelo menos a curto prazo, graças a uma herança familiar que recebera.:60 O seu salário como assistente de investigação era de apenas 120 taler. Nos cinco anos seguintes, Schwann pagaria os outros três quartos de suas despesas com a sua herança. Contudo, como estratégia de longo prazo, a sua situação não era sustentável.:86

### Carreira profissional
De 1834 a 1839, Schwann trabalhou como assistente de Müller no Museu de Anatomia Zoológica da Universidade de Berlim (Anatomisch-zootomische Museum der Berliner Universität). Neste período Schwann realizou um conjunto de experiências visando o estudo microscópico e fisiológico da estrutura e função de nervos, músculos e vasos sanguíneos. Para além de executar trabalho de investigação necesário para a preparação do manual de Fisiologia de Müller, Schwann realizou a sua própria pesquisa. A maioria das suas mais importantes contribuições para a Ciência foram iniciadas durante o tempo em que trabalhou com Müller em Berlim.
Schwann usou poderosos microscópios recentemente desenvolvidos para examinar tecidos animais. O usos desses equipamento permitiu-lhe observar células animais e reconhecer as suas diferentes propriedades. O seu trabalho complementou o de Matthias Jakob Schleiden feito sobre tecidos vegetais e foi influenciado pelos seus resultados, esabelecndo-se um trabalho de cooperação facilitados por serem amigos íntimos.:60
Descrito como quieto e sério, Schwann era particularmente talentoso na construção e uso de aparelhos para as suas experiências. Era também  capaz de identificar importantes questões científicas e projetar técnicas experimentais para as testar sistematicamente. A sua escrita é considerada como acessível e sua lógica como uma progressão clara,:60 já que era capaz de identificar a questão a que queria responder e de comunicar efetivamente a importância de suas descobertas. O seu colega de trabalho Jakob Henle descreveu-o como tendo uma pulsão inata para experimentar.:60 Durante este período descobriu e purificou a primeira enzima de um tecido animal: a pepsina (uma das enzimas digestivas).
Em 1838, Schwann precisava de um trabalho com um salário mais substancial. Tinha a esperança de retornar a Bonn, uma cidade de maioria católica. Com esse objectivo tentou obter uma cátedra na Universidade de Bonn em 1838 e novamente em 1846, mas ficou desapontado ao ser preterido.:85–86 Gorado aquele objectivo, em 1839, Schwann aceitou a cadeira de Anatomia na Universidade Católica de Lovaina (1834–1968) (ao tempo Université Catholique de Louvain, hoje Katholieke Universiteit Leuven) em Leuven, na Bélgica, também uma instituição católica.:85–86
Desde o início das suas funções como docente, Schwann provou ser um professor dedicado e consciencioso. Com os seus novos deveres de ensino,  tinha menos tempo para novos trabalhos científicos. Ainda ssim, passou um tempo considerável aperfeiçoando técnicas experimentais e instrumentos para uso em experimentação. Neste período produziu poucas publicações. Uma exceção foi um artigo em 1844 no qual que relatou um conjunto de experiências realizadas em cães com as quais estabeleceu a importância da bílis na digestão.:87
Ao examinar processos como a contração muscular, a fermentação, a digestão e a putrefação, Schwann procurou demostrar que os fenómenos vivos eram o resultado de causas físicas e não da ação de uma qualquer força vital imaterial.:643 No entanto, ainda procurou conciliar uma natureza orgânica com um plano divino.:645 Alguns dos seus biógrafos sugeriram que a mudança de Schwann em 1838, e diminuição da sua produtividade científica depois disso, refletem preocupações religiosas e talvez até uma crise relacionada com as implicações teóricas do seu trabalho sobre teoria celular.:85–86 No entanto, outros autores consideram essa interpretação como uma deturpação do pensamento de Schwann e rejeitam a ideia de que terá passado por uma crise existencial ou uma fase mística.:85–86 Ohad Parnes usa os cadernos de laboratório de Schwann e outras fontes inéditas em conjunto com as suas publicações para reconstruir o percurso da sua pesquisa como uma progressão unificada.:126 Florence Vienne baseia-se em escritos inéditos para discutir as maneiras pelas quais a teoria celular, como um princípio unificador do desenvolvimento orgânico, e ideias políticas de vários dos seus proponentes, incluem Schwann e o seus pensamento religioso.
Em 1848, o compatriota de Schwann Antoine Frédéric Spring convenceu-o a transferir-se para a Universidade de Liège, também na Bélgica. Em Liège, Schwann continuou a seguir os últimos avanços em anatomia e fisiologia, mas não fez novas descobertas importantes. Tornou-se numa espécie de inventor, desenvolvendo projetos como um respirador portátil e um sistema fechado para suportar a vida humana em ambientes onde o ar não possa ser respirado.
Em 1858 estava servindo como professor da cátedra de Fisiologia, Anatomia Geral e Embriologia da Universidade de Liège. Em 1863, a American Philosophical Society elegeu-o como membro internacional. A partir de 1872, cessou o ensino da Anatomia Geral e, a partir de 1877, o ensino da Embriologia. Aposentou-se totalmente em 1879.
Schwann era profundamente respeitado por seus pares. Em 1878, foi realizada uma celebração para comemorar os seus anos de ensino e as suas muitas contribuições para a Ciência. Foi então presenteado com um objeto único: um livro contendo 263 retratos fotográficos autografados de cientistas de vários países, cada um deles enviado pelo cientista para fazer parte do presente para Schwann. O volume tinha a dedicatória: Ao criador da teoria celular, os biólogos contemporâneos.
Três anos depois de se aposentar, Schwann morreu em Colónia, em 11 de janeiro de 1882.
Foi sepultado no túmulo da família no Melaten-Friedhof (Cemitério Melaten) daquela cidade.

### Contribuições
Estudou a fermentação do açúcar e do amido enquanto processos biológicos, as propriedades e o funcionamento dos músculos e as células nervosas. O estudo destas últimas levou-o à descoberta das chamadas células de Schwann. Foi também o criador do termo "metabolismo" para designar os processos químicos de um organismo biológico. Foi responsável, também, por importantes contribuições na área da embriologia, ciência que praticamente fundou, ao estudar o desenvolvimento da primeira célula resultante da fecundação - o ovo - até à formação de um organismo completo.
Quando vista no contexto de seus escritos inéditos e notas de laboratório, a pesquisa de Schwann pode ser vista como um programa de investigação coerente e sistemático no qual os processos biológicos são descritos em termos de objetos materiais ou agentes, e as dependências causais entre as forças que exercem e seus efeitos mensuráveis. A ideia de Schwann da célula como uma unidade fundamental e ativa pode ser vista como fundamental para o desenvolvimento da microbiologia como uma ciência rigorosa.:121–122

#### Tecido muscular
Alguns dos primeiros trabalhos de Schwann, realizados em 1835, envolveram o estudo da contração muscular, que ele viu como um ponto de partida para a introdução do cálculo na fisiologia.:122 Naqueles trabalhos desenvolveu e descreveu um método experimental para calcular a força de contração do músculo, controlando e medindo as outras variáveis envolvidas. As notas de Schwann sugerem que ele esperava descobrir regularidades e leis nos processos fisiológicos, semelhantes às encontradas na Física.
A sua técnica de medição foi desenvolvida e usada posteriormente por Emil du Bois-Reymond e outros.

#### Pepsina
Em 1835, relativamente pouco se sabia sobre os processos digestivos. William Prout havia relatado em 1824 que os sucos digestivos dos animais continham ácido clorídrico, apontando este ácido como o factor determinante na digestão. Contudo, Schwann percebeu que outras substâncias presentes nos sucos digestivos também poderiam ajudar a decompor os alimentos. Para identificar essas susbtâncias, no início de 1836, Schwann começou a estudar os processos digestivos, teorizando que a digestão seria a ação de um agente fisiológico, que, embora não imediatamente visível ou mensurável, poderia ser caracterizado experimentalmente como uma substância específica peculiar.:124–125
Esses estudos permitiram a Schwann identificar a enzima pepsina, que isolou com sucesso do revestimento do estômago e cujo nome cunhou em 1836. Schwann derivou o nome a partir da palavra grega πέψις pepsis, que significa digestão (de πέπτειν peptein, que significa para digerir).
A pepsina foi a primeira enzima a ser isolada de um tecido animal. Schwann demonstrou que aquela enzima decompunha a albumina da clara do ovo em peptonas.
Ainda mais importante, escreveu Schwann, ao realizar tais análises, podia-se eventualmente explicar todo o processo de desenvolvimento da vida em todos os corpos organizados.:126 Durante o ano imediato, Schwann estudou a decomposição e a respiração, construindo aparelhos que mais tarde adaptaria para o estudo das leveduras.:128

#### Leveduras, fermentação e geração espontânea
Outros dos campos de investigação de Schwann foram as leveduras e o processo de fermentação. O seu trabalho sobre leveduras foi independente da investigação sobre os mesmos temas realizada por Charles Cagniard de la Tour e Friedrich Traugott Kützing, embora todos tenham publicado os respetivos trabalhos em 1837.
Em 1836, Schwann já havia realizado várias experiências visando estudar a fermentação alcoólica. Durante essas experiências, o uso de microscópios poderosos permitiu a Schwann observar as células das leveduras em detalhes e reconhecer que eram organismos minúsculos cujos estruturas se assemelhavam às células das plantas.
O trabalho de Schwann foi além do realizado pelos outros investigadores coevos, os quais simplesmente notaram a multiplicação da leveduras durante a fermentação alcoólica, primeiro atribuindo às leveduras o papel de fator causal primário e depois afirmando que eram organismos vivos. Schwann usou o microscópio para realizar uma série de experiências cuidadosamente planeadas que permitiram rejeitar duas teorias populares sobre a fermentação com leveduras. Primeiro, controlou a temperatura do fluido da cerveja fermentada num recipiente fechado na presença de oxigénio. Uma vez aquecido, o líquido não podia mais fermentar. Isso refutou a especulação de Joseph Louis Gay-Lussac de que o oxigénio causava a fermentação. A paragem da fermentação pelo aquecimento sugeria que algum tipo de microrganismo era necessário para que o processo acontecesse. Em seguida, Schwann testou os efeitos do ar purificado e do ar não purificado. PAra tal, esterilizou o ar passando-o por lâmpadas de vidro aquecidas. A fermentação não ocorreu na presença de ar purificado. Ocorreu na presença de ar não purificado, sugerindo que algo presente no ar iniciava o processo. Essa foi uma forte evidência contra a teoria da geração espontânea, a ideia de que organismos vivos se poderiam desenvolver a partir de matéria não viva. om estas experiências, Schwann havia demonstrado que a fermentação exigia a presença de leveduras para começar e parava quando as leveduras paravam de crescer.
Schwann concluiu que o açúcar era convertido em álcool como parte de um processo biológico orgânico baseado na ação de uma substância viva, a levedura. Demonstrou que a fermentação não era um processo químico inorgânico como a oxidação do açúcar, pelo que leveduras vivas eram necessárias para a reação que produziria mais levedura.
Embora Schwann estivesse correto, as suas ideias estavam muito à frente da maioria de seus colegas. Em consequência, as suas explicações foram fortemente contestados por Justus von Liebig e Friedrich Wöhler, os quais viram na ênfase sobre a importância de um organismo vivo como um suporte às teorias do vitalismo. Liebig, em contraste, via a fermentação como uma série de eventos puramente químicos, sem envolver matéria viva.
Ironicamente, o trabalho de Schwann foi visto mais tarde como um primeiro passo para afastar as teorias assentes no vitalismo,:56–57 já que Schwann foi o primeiro aluno de Müller a trabalhar em direção a uma explicação físico-química do vida. A visão de Schwann promoveu uma conceptualização dos seres vivos em termos das reações biológicas da química orgânica, enquanto Liebig procurou reduzir as reações biológicas puramente a reações da química inorgânica.
O valor do trabalho de Schwann sobre fermentação seria reconhecido por Louis Pasteur, dez anos depois. Pasteur começaria a sua investigação sobre a fermentação em 1857, repetindo e confirmando o trabalho de Schwann, aceitando que as leveduras estavam vivas. Pasteur, e não Schwann, desafiaria os pontos de vista de Liebig na disputa Liebig–Pasteur. Em retrospectiva, a teoria microbiana das doenças de Pasteur, como bem como suas aplicações às técnicas antissépticas propostas por Joseph Lister, podem ser atribuídas à influência de Schwann.

#### Teoria celular
Em 1837, Matthias Jakob Schleiden publicou observações que permitiam afirmar que novas células vegetais se formavam a partir dos núcleos de células vegetais preexistentes. Jantando com Schwann um dia, a sua conversa centrou-se sobre os núcleos das células das plantas e dos animais. Schwann recordou-se de ter visto estruturas semelhantes nas células do notocorda (como havia sido mostrado por Müller) e imediatamente percebeu a importância de relacionar os dois fenómenos. A semelhança foi confirmada sem demora por ambos os observadores. Em outras experiências, Schwann examinou tecido notocordal e cartilagem de larvas de sapo, bem como tecidos de embriões de porco, estabelecendo que os tecidos animais são compostos de células, cada uma com um núcleo.
Schwann publicou suas observações em 1838 no Neue notisen geb. nat.-heilk. Este trabalho foi seguido em 1839 pela publicação de seu livro Mikroskopische Untersuchungen über die Uebereinstimmung in der Struktur und dem Wachsthum der Thiere und Pflanzen (Investigações microscópicas sobre a semelhança de estrutura e crescimento de animais e plantas), considerado uma obra de referência fundacional da moderna biologia.
Naquela obra, Schwann afirma que Todos os seres vivos são compostos de células e produtos celulares. A partir dessa premissa, Schwann retira mais três conclusões sobre células, que formaram a base da sua teoria celular ou doutrina celular:
1. A célula é a unidade de estrutura, fisiologia e organização dos seres vivos;[34]
2. A célula mantém uma existência dupla como uma entidade distinta e um bloco de construção na construção de organismos;[34]
3. As células vivas se formam de maneira semelhante à formação de cristais (o que foi provado ser incorreto).

As duas primeiras estavam corretas e na década de 1860, aqueles princípios eram a base da teoria celular, usada para descrever a composição anatómica elementar de plantas e animais. O terceiro princípio de Schwann, especulando sobre a formação de células, foi posteriormente refutado. Schwann levantou a hipótese de que as células vivas se formavam de maneira semelhante à formação de cristais. Os biólogos acabariam por aceitar a opinião do patologista Rudolf Virchow, que popularizou a máxima Omnis cellula e cellula – que cada célula surge de outra célula – em 1857. O epigrama foi originalmente apresentado por François-Vincent Raspail em 1825, mas os escritos de Raspail eram impopulares, em parte devido aos seus sentimentos republicanos. Não há evidências que sugiram que Schwann e Raspail estivessem cientes do trabalho um do outro.:630–631
A teoria e as observações de Schwann também criaram a base para a histologia moderna. Schwann afirmou que há um princípio universal de desenvolvimento para as partes elementares dos organismos, por mais diferentes que sejam, e esse princípio é a formação de células. Schwann apoiou essa afirmação no exame dos tecidos de animais adultos e mostrando que todos os tecidos podem ser classificados em termos de cinco tipos de tecidos celulares altamente diferenciados:
1. células que são independentes e separadas (por exemplo as células sanguíneas);
2. células que são independentes, mas organizadas em camadas (por exemplo a pele, as unhas e as penas);
3. células cujas paredes de ligação coalesceram (por exemplo as cartilhagens, os ossos e o esmalte dos dentes);
4. células alongadas formando fibras (por exemplo os tendões e ligamentos);
5. células formadas pela fusão de paredes e cavidades (por exemplo os músculos, tendões e nervos).[7]

A sua observação de que o óvulo unicelular eventualmente se torna num organismo completo, estabeleceu um dos princípios básicos da embriologia.

#### Células especializadas
Schwann estava particularmente interessado nos tecidos nervoso e muscular. Como parte de seus esforços para classificar os tecidos corporais em termos de sua natureza celular, descobriu as células que envolvem as fibras nervosas, que são chamadas de células de Schwann em sua homenagem. Como as bainhas gordurosas de mielina dos nervos periféricos eram formadas foi uma questão controversa que não pôde ser respondida até ao aparecimento do microscópio eletrónico.
Sabe-se que todos os axónios do sistema nervoso periférico são envolvidos em células de Schwann, mas os seus mecanismos continuam a ser estudados.
Schwann também descobriu que o tecido muscular no esófago superior era estriado. Essa observação levou a que especulasse que a natureza muscular do esófago permitia que atuasse como um tubo contrátil, movendo ativamente o alimento entre a boca e o estômago.
Ao examinar os dentes humanos, Schwann foi o primeiro a notar a presença de células cilíndricas ligadas tanto à superfície interna do esmalte quanto à polpa. Também identificou fibrilas nos tubos dentinários, que mais tarde ficaram conhecidos como fibras de Tomes. Com base nessas observações, especulou sobre o possível significado estrutural e funcional dos tubos e fibrilas.

#### Metabolismo
Na suaobra "Pesquisas microscópicas", Schwann introduziu o termo «metabolismo», que usou pela primeira vez na forma adjetiva alemã «metabolische» para descrever a ação química das células. Os textos franceses na década de 1860 começaram a usar «le métabolisme». O termo «metabolismo» foi introduzido na língua inglesa por Michael Foster na sua obra Textbook of Physiology em 1878.

## Links
- Obras de ou sobre Theodor Schwann no Internet Archive
- Schwann, Theodor and Schleyden, M. J. 1847. Microscopical researches into the accordance in the structure and growth of animals and plants. London: Printed for the Sydenham Society
- Herbermann, Charles, ed. (1913). «Theodor Schwann». Enciclopédia Católica (em inglês). Nova Iorque: Robert Appleton Company